# 米思翰
米思翰（转写：Mishan；1633年—1675年），富察氏，满洲鑲黄旗人，清初重臣，歷任內務總管、禮部侍郎、戶部尚書。父親為哈什屯，為順治帝重臣，官至太子太保。

## 生平
康熙初年，不附四輔政大臣；康熙帝親政未幾，即授為戶部尚書，列議政大臣。十二年，尚可喜、吳三桂、耿精忠疏請撤籓。康熙集諸大臣廷議，廷上眾人認為三藩決不可撤，僅兵部尚書明珠和米思翰主張撤藩。米思翰死時僅四十三歲，時三藩之亂猖獗，廷議追究主張撤藩諸臣，帝不允；及三藩平定，屢次稱道米思翰，其四子（马斯喀、马齐、马武、李荣保）皆獲重用。

## 脚注
1. ↑  满语意思是“（木匠用的）准绳”。（安双成，《满汉大辞典》，777页）

## 延伸阅读
[在维基数据编辑]
 《清史稿/卷268》，出自趙爾巽《清史稿》